# 梁文灏
梁文灏（1941年9月18日—），上海人，中国隧道及地下工程专家。

## 生平
1964年毕业于同济大学。2005年当选为中国工程院院士。